# The Happy Prince (1974)
The Happy Prince ist ein kanadischer Zeichentrickfilm von Michael Mills nach dem gleichnamigen Kunstmärchen von Oscar Wilde. Er erschien 1974 als Fortsetzung des Oscar-nominierten Kurzfilms Der selbstsüchtige Riese.

## Handlung
Die vergoldete Statue des glücklichen Prinzen wird von der ganzen Stadt bewundert. Als eine Schwalbe, die den Anschluss an ihren Schwarm auf der Reise nach Süden verpasst hat, bei der Statue rastet, erzählt ihr der Prinz, wie unglücklich er in Wirklichkeit ist, da er von seinem hohen Sockel aus das ganze Leid der armen Bewohner der Stadt sehen kann. Er bittet die Schwalbe, bevor sie weiterfliegt, die Edelsteine seines Gürtels und seiner Augen zu den Armen zu bringen. Die Schwalbe erfüllt seine Bitten. Da der Prinz nun blind ist, beschließt sie, ihn nicht zu verlassen, und bleibt trotz der Kälte bis in den Winter hinein bei ihm. Auf Bitten des Prinzen trägt sie auch die Goldschicht, die ihn umgibt, ab und verteilt sie. Als die Schwalbe schließlich erfriert, bricht das bleierne Herz des glücklichen Prinzen. Dem Bürgermeister fällt plötzlich auf, wie hässlich die Statue geworden ist, und er lässt sie einschmelzen. Nur das gebrochene Herz des Prinzen lässt sich nicht schmelzen und wird mit der toten Schwalbe auf den Müll geworfen.
Im Epilog bittet Gott einen Engel, ihm die beiden kostbarsten Dinge aus der Stadt zu bringen. Der Engel wählt die tote Schwalbe und das gebrochene Herz der Statue.